# Ninjababy
Ninjababy é um filme dramático norueguês de 2021 dirigido por Yngvild Sve Flikke, a partir de um roteiro de Johan Fasting, baseado na história em quadrinhos Fallteknikk de Inga H Sætre. O filme é estrelado por Kristine Thorp, Arthur Berning e Nader Khademi.
O filme teve sua estreia mundial no Festival Internacional de Cinema de Tromsø de 2021 em 18 de janeiro de 2021 e terá estreia internacional no 71º Festival Internacional de Cinema de Berlim na seção Geração 14plus.

## Enredo
Rakel, de 23 anos, é estudante, mas não assiste a nenhuma aula. Ela prefere passar seu tempo treinando Aikido ou desenhando quadrinhos.
Um dia, sua colega de quarto e melhor amiga, Ingrid, percebem que seus seios aumentaram de alguma forma e suspeitam que ela esteja grávida. O olfato alterado de Rakel e seu desejo insaciável por néctares de frutas exóticas também sugerem isso. Quando um teste mostra que ela está realmente grávida, Rakel percebe imediatamente que deseja abortar a criança. Porém, ao descobrir que já é tarde para isso, pois já está no sexto mês de gravidez, ela tem que lidar com questões completamente novas em sua vida.

## Elenco
- Kristine Thorp como Rakel[2]
- Arthur Berning[2]
- Nader Khademi[2]

## Recepção
O site agregador de resenhas Rotten Tomatoes entrevistou cinco críticos e, categorizando as resenhas como positivas ou negativas, para uma classificação de 100%. Entre as avaliações, determinou uma classificação média de 7 em 10.
Marta Balaga, da revista de cinema online Cineuropa, escreve que se a questão de fazer ou não um aborto estiver fora de questão, Yngvild Sve Flikke seguirá um caminho diferente. Mesmo que a simples ideia de um embrião falante traga à mente o filme de Amy Heckerling, Look Who's Talking (1989), o bebê aqui é muito mais franco, como quando, depois de descobrir quem é seu pai, ele diz: "Você está deixando esse cara te foder?!" Apesar do atrevimento tão bem-vindo, o filme acaba fracassando, mas também com uma boa porção de doçura.